# Auto Cobălcescu
Auto Cobălcescu este un dealer auto din Bucuresti care detine un centru cu mărcile Dacia, Renault, Nissan, BMW, Mini și alte două service-uri.
Compania este deținută integral de omul de afaceri Eugen Stănculescu, care deține și firma de taximetrie Taxi Cobălcescu. Auto Cobălcescu face parte din Castrum Grup, care controlează și firmele Castrum Corporation, Castrum Electric, Econsult, Metecom, Vastex, Saturn, SAS Grup și Comat Auto.